# Bakari Koné
Bakari Koné (ur. 17 września 1981 w Abidżanie) – piłkarz z Wybrzeża Kości Słoniowej występujący na pozycji napastnika, reprezentant swojego kraju. Mierzy 163 cm wzrostu.
Bakari Koné rozpoczynał swoją karierę w największym klubie swojego kraju, ASEC Mimosas. Później krótko grał w lidze katarskiej, jednak prawdziwą gwiazdą stał się po przyjeździe do Francji i doskonałej grze w Ligue 2 w barwach FC Lorient. W sezonie 2004/2005 zdobył 24 gole i został najlepszym graczem sezonu w Ligue 2, po zakończeniu sezonu przeniósł się do grającego w wyższej klasie OGC Nice, z którym dotarł w 2006 do finału Pucharu Ligi Francuskiej. W 95 występach w barwach OGC, zdobył 29 bramek, po czym odszedł do Olympique Marsylia.

## Kariera reprezentacyjna
W reprezentacji Wybrzeża Kości Słoniowej Koné zadebiutował po swoich sukcesach w FC Lorient. Występował w eliminacjach do Mistrzostw Świata 2006, w których Wybrzeże Kości Słoniowej zostawiło w pokonanym polu m.in. reprezentację Kamerunu. W 2006 zdobył na boiskach Egiptu z drużyną narodową wicemistrzostwo Afryki, po przegranej w finale z gospodarzami w Pucharze Narodów Afryki. W tym samym roku został powołany przez Henriego Michela do kadry na Mistrzostwa Świata, na których zdobył bramkę w drugim meczu grupowym z Holandią, przegranym 1:2. Swój występ reprezentacja Wybrzeża Kości Słoniowej zakończyła na fazie grupowej.